# Enrique Peña Nieto
Enrique Peña Nieto (Atlacomulco de Fabela, 20 luglio 1966) è un politico messicano, membro del Partito Rivoluzionario Istituzionale e presidente del Messico dal 2012 al 2018.

## Biografia
È nato ad Atlacomulco de Fabela, nello Stato del Messico, una città 90 chilometri a nord ovest dalla capitale del paese. Ha studiato diritto nell'Università Panamericana e conseguito un master in Amministrazione d'imprese nell'Istituto Tecnologico per gli Studi Superiori di Monterrey.

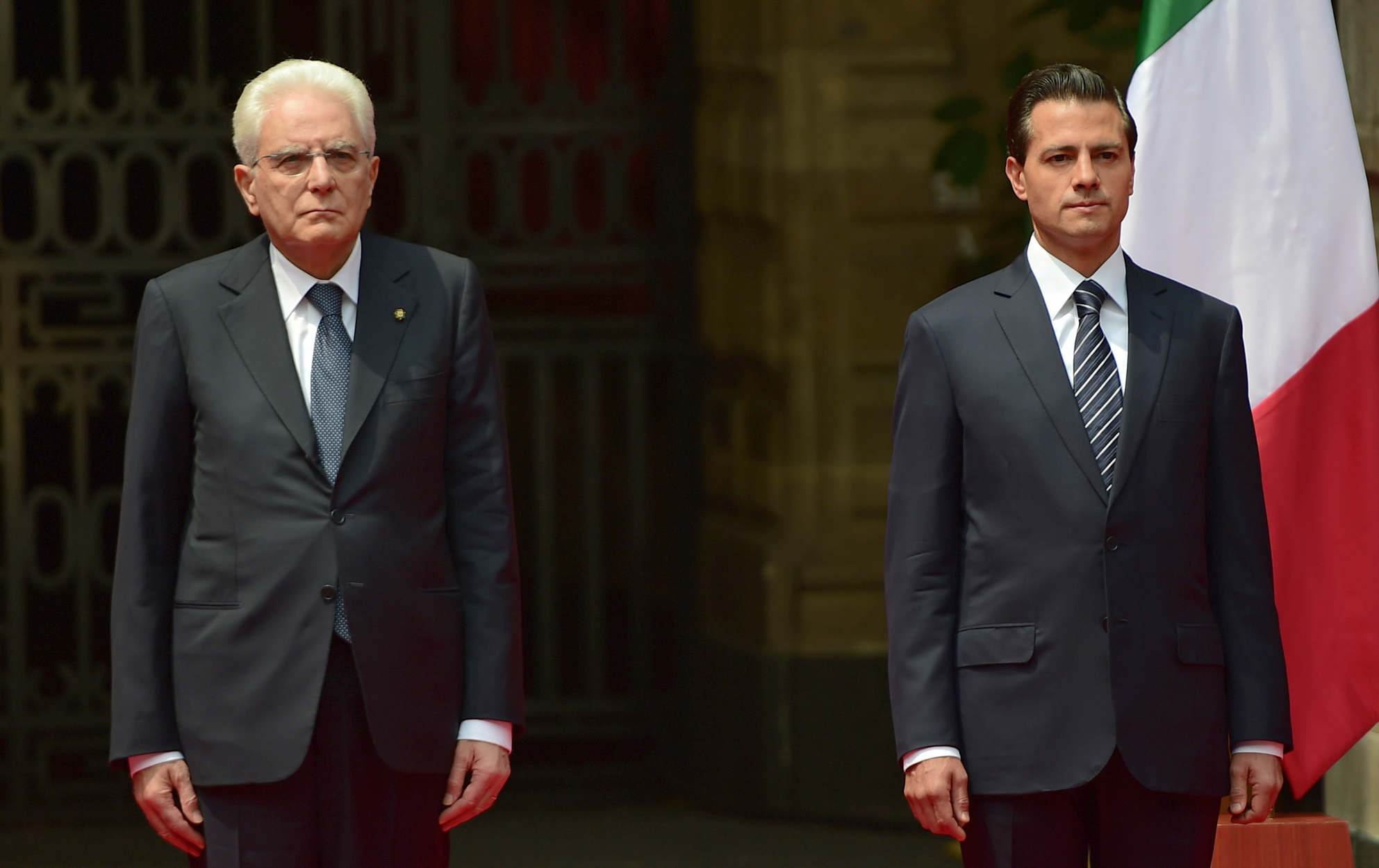
Enrique Peña Nieto con l'attuale presidente della Repubblica Italiana Sergio Mattarella.

## Famiglia
Peña Nieto è discendente di Severino Peña, che è stato sindaco di Acambay in quattro occasioni, nel 1914, 1916, 1921 e nel 1923. Inoltre è familiare dalla parte di entrambi i genitori di due ex governatori: suo padre, Gilberto Peña del Mazo, era parente di Alfredo del Mazo González e sua madre, María del Perpetuo Socorro Ofelia Nieto Sánchez, era figlia di Constantino Enrique Nieto Montiel, familiare di Arturo Montiel Rojas. Nel 1993 ha contratto matrimonio con la sua prima moglie Mónica Pretelini, con cui ha avuto tre figli. La moglie è deceduta nel 2007 a causa di un'aritmia cardiaca accompagnata da convulsioni, erroneamente interpretate dal suo neurologo come crisi epilettiche. Un anno dopo Peña Nieto annuncia pubblicamente in un programma televisivo il suo fidanzamento con l'attrice Angélica Rivera. Il 27 novembre 2010 contraggono matrimonio nella cattedrale di Toluca. La coppia si separa nel dicembre del 2018.

## Esperienza politica
Enrique è entrato a far parte del PRI nel 1984.
È stato governatore dello Stato del Messico dal 2005 al 2011.

## Presidenza
Il 19 settembre 2011 ha annunciato la sua candidatura alle elezioni presidenziali messicane del 2012, aspirando a succedere a Felipe Calderón, registrando la sua candidatura il 27 novembre 2011.
Durante la campagna elettorale è stato oggetto delle proteste del movimento giovanile Yo Soy 132, che lo ha aspramente criticato per i suoi atteggiamenti autoritari. Le elezioni sono state inoltre macchiate dall'accusa di brogli elettorali, pur essendo state convalidate da una dubbia sentenza del tribunale elettorale.
Enrique Pena Nieto ha intrapreso un riavvicinamento con il governo israeliano, incontrando Benjamin Netanyahu nel settembre 2017 e firmando diversi accordi con lui per rafforzare i legami e la cooperazione tra i due paesi. Ha preso una posizione pro-Israele sul conflitto israelo-palestinese, impegnandosi a sostenere Israele all'ONU e in altri organismi internazionali. Tuttavia, alcune tensioni erano sorte in seguito al sostegno del primo ministro israeliano al piano del presidente americano di costruire un muro al confine con il Messico.
Nella sfera economica, ha modificato la Costituzione messicana per introdurre la privatizzazione del settore petrolifero, che era stato nazionalizzato dal 1938 dal presidente Lázaro Cárdenas. Sotto la sua presidenza, il Messico deve affrontare un aumento della povertà (53,2% della popolazione nel 2014 rispetto al 51,6% del 2012 secondo il Cepal) e della disuguaglianza (un calo del 3,5% del reddito delle famiglie tra il 2012 e il 2014, mentre le quattro maggiori fortune detengono ora il 9,5% del PIL).
Dall'ottobre 2014 si trova sotto forti attacchi dell'opinione pubblica, originati dal mancato intervento federale nel caso della strage di Ayotzinapa, nello stato di Guerrero, dove morirono 43 studenti. A questo caso si sommano vari scandali di corruzione e favoritismi, aggravati da una politica economica insufficiente e maldestra e dalle continue violazioni dei diritti umani.
Dal 2014 al 2017, circa 15.000 persone sono state prese di mira da Pegasus, uno spyware che hackera i telefoni cellulari. Questa sorveglianza di massa è costata allo stato messicano centinaia di milioni di dollari. Gli obiettivi erano politici, giornalisti, attivisti, giudici e diplomatici.
Secondo il New York Times, quasi 2 miliardi di dollari sono stati usati dal suo governo in cinque anni per comprare i media - in parte pagando la pubblicità in cambio di una copertura favorevole. La stampa, specialmente quella economica, è stata ampiamente favorevole alle sue azioni.
È diventato il presidente più impopolare della storia messicana a causa dei ripetuti scandali di corruzione, delle violazioni dei diritti umani e degli scarsi risultati economici. Contestato personalmente per l'acquisto di una proprietà da 7 milioni di dollari nota come "Casa Bianca", e poi contestato dalle massicce proteste contro gli aumenti dei prezzi del carburante del suo governo (5 persone sono state uccise e 1.500 arrestate), la sua popolarità è crollata al 12% di favore nel 2017.